# Berlin (Maryland)
Berlin és una població dels Estats Units a l'estat de Maryland. Segons el cens del 2000 tenia 3.491 habitants.

## Demografia
Segons el cens del 2000, Berlin tenia 3.491 habitants, 1.347 habitatges, i 880 famílies. La densitat de població era de 612,7 habitants per km².
Dels 1.347 habitatges en un 34,1% hi vivien nens de menys de 18 anys, en un 40,2% hi vivien parelles casades, en un 21% dones solteres, i en un 34,6% no eren unitats familiars. En el 29,7% dels habitatges hi vivien persones soles el 18,3% de les quals corresponia a persones de 65 anys o més que vivien soles. El nombre mitjà de persones vivint en cada habitatge era de 2,46 i el nombre mitjà de persones que vivien en cada família era de 3,01.
Per edats la població es repartia de la següent manera: un 26,1% tenia menys de 18 anys, un 7,4% entre 18 i 24, un 26,2% entre 25 i 44, un 19,9% de 45 a 60 i un 20,4% 65 anys o més.
L'edat mediana era de 38 anys. Per cada 100 dones de 18 o més anys hi havia 74,7 homes.
La renda mediana per habitatge era de 33.438 $ i la renda mediana per família de 36.653 $. Els homes tenien una renda mediana de 29.946 $ mentre que les dones 20.293 $. La renda per capita de la població era de 19.303 $. Entorn del 12,9% de les famílies i el 14,3% de la població estaven per davall del llindar de pobresa.

## Poblacions més properes
El següent diagrama mostra les poblacions més properes.